# Синхронне плавання на літніх Олімпійських іграх 2020 — групи
Змагання з синхронного плавання на серед груп на Олімпіаді 2020 року проходили 6-7 серпня у Токійському водному центрі.
Змагалося 10 команд, в кожній по 8 плавчинь. Змагання проходили в одне коло. Кожна команда виконувала по дві програми: обов'язкову і довільну. Обов'язкова програма складалася з 12-ти обов'язкових елементів, які потрібно було виконати у встановленому порядку впродовж від 2 хвилин 35 секунд до 3 хвилин 5 секунд. Довільна програма не мала жодних обмежень, крім часу; вона мала тривати між 3 хвилинами 45 секундами і 4 хвилинами 15 секундами.
Кожну програму оцінювали дві команди суддів, по п'ять осіб у кожній: технічна команда і артистична. Кожен суддя міг виставити оцінку від 0 до 10. Найвища і найнижча оцінки з кожної команди суддів викреслювались, залишаючи загалом шість оцінок, які в сумі давали оцінку за програму. Загальна оцінка утворена додаванням оцінок за обов'язкову і довільну програми.

## Результати
| Місце | Країна                           | Спортсменки | Обов'язкова програма | Довільна програма | загалом  |
| ----- | -------------------------------- | --- | -------------------- | ----------------- | -------- |
| 1     | Олімпійський комітет Росії (ROC) | Влада Чигирьова, Світлана Ромашина, Світлана Колесніченко, Олександра Пацкевич, Алла Шишкіна, Марина Голядкіна, Марія Шурочкіна, Поліна Комар                               | 97,2979              | 98,8000           | 196,0979 |
| 2     | Китай (CHN)                      | Сунь Веньянь, Хуан Сюечень, Го Лі, Лян Сіньпін, Лян Сіньпін, Їнь Ченсінь, Сяо Яньнін, Ван Цяньї, Фен Ю                                                                      | 96,2310              | 97,3000           | 193,5310 |
| 3     | Україна (UKR)                    | Анастасія Савчук, Марта Федіна, Єлизавета Яхно, Владислава Алексіїва, Марина Алексіїва, Ксенія Сидоренко, Катерина Резнік, Аліна Шинкаренко, Вероніка Гришко (резерв)       | 94,2685              | 96,0333           | 190,3018 |
| 4     | Японія (JPN)                     | Мегуму Йосіда, Юкіко Інуї, Юка Фукумура, Окіна Куогоку, Майю Цукамото, Моека Кідзіма, Акане Янагісава, Масіро Ясунага                                                       | 93,3773              | 94,9333           | 188,3016 |
| 5     | Канада (CAN)                     | Емілі Армстронг, Розалі Бусунот, Андреа-Анна Коте, Камілла Фіола-Діон, Клаудія Гольцнер, Одрі Джолі, Гейлл Пратт, Жаклін Сімонеу                                            | 91,4992              | 92,8000           | 184,1372 |
| 6     | Італія (ITA)                     | Домізіана Каванна, Беатріче Каллегарі, Костанца Ді Камілло, Лінда Черруті, Джемма Галлі, Франческа Деідда, Енріка Пікколі, Констанца Ферро                                  | 91,3372              | 92,5333           | 184,0325 |
| 7     | Іспанія (ESP)                    | Она Карбонелл Баллестеро, Берта Феррерас Санз, Мерітхелл Мас Пухадас, Аліса Ожогіна Ожогін, Паула Рамірес Ібаньєс, Сара Сандана Лопес, Іріс Тіо Касас, Бланка Толедано Лаут | 90,3780              | 91,5333           | 181,9113 |
| 8     | Єгипет (EGY)                     | Нора Азму, Джауда Шараф, Лейла Алі, Ніхал Саафан, Фаріда Радван, Шад Самер, Мар'ям Маграбі, Ганна Хекаль                                                                    | 77,9147              | 80,0000           | 157,9147 |
| 9     | Австралія (AUS)                  | Керолін Баклі, Ханна Беркгілл, К'яра Газзард, Александра Го, Кірстен Кінаш, Рейчел Прессер, Емі Роджерс, Емі Томпсон                                                        | 75,6351              | 77,3667           | 153,0018 |
| 10    | Греція (GRE)                     | Марія Алзігкозі, Єлені Фрагкані, Кристаленія Гіалама, Пінелопі Карамезіу, Андріана Мізікевич, Георгія Васілополу, Євангелія Папазоглу, Євангелія Платаніоті                 | DNS                  | DNS               | DNS      |